# Uhlandbad

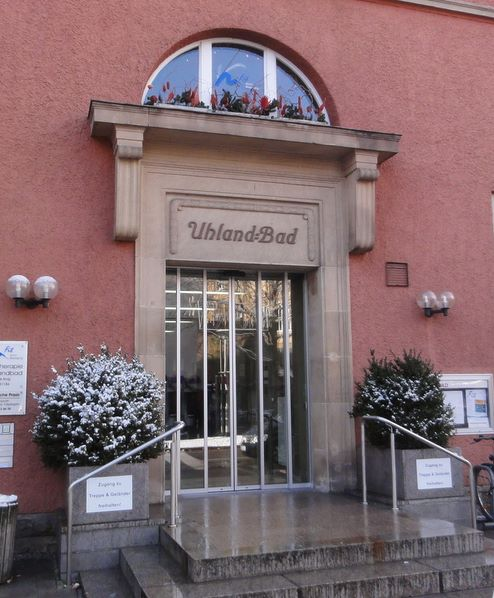
Uhland-Bad in Tübingen

Das Uhlandbad ist das erste Hallenbad in Tübingen, das im Juli 1914 eingeweiht wurde und noch heute in Betrieb ist. Es liegt zentral in der Karlstraße, nahe der Eberhardsbrücke am Neckar. Trotz seines historischen Charakters ist es modern eingerichtet.
Der Bau des Bades wurde im Jahr 1913 unter dem Tübinger Stadtbaurat Haug begonnen. Bereits bei seiner Einweihung wurde es durch eine für die damalige Zeit sehr innovative Fernwärmeleitung durch ein 1,6 km entferntes Gaswerk beheizt. Im Jahr 1919 wurde ein elektrisches Lichtbad eingerichtet.